# Natação no Campeonato Mundial de Esportes Aquáticos de 2023 - 4x100 m medley feminino
A disputa na modalidade 4x100 metros medley feminino de Natação no Campeonato Mundial de Esportes Aquáticos de 2023 fora realizada no dia 30 de julho de 2023 na Marine Messe Fukuoka em Fukuoka, no Japão. Ao todo, 106 nadadoras em equipes constituídas por pelo menos 4 atletas e de 23 Comitês Olímpicos Nacionais estavam previstas para participarem do evento.

## Formato da competição
A competição consiste em duas rodadas: eliminatórias e final. As equipes com os 8 melhores tempos nas eliminatórias avançam a final. Desempates (swim-offs) são utilizados conforme necessário para quebrar os empates de avanço a próxima rodada.

## Calendário
Todos os horários estão na Hora legal japonesa (UTC+9).
| Data                | Horário | Fase          |
| ------------------- | ------- | ------------- |
| 30 de julho de 2023 | 11:14   | Eliminatórias |
| 30 de julho de 2023 | 21:37   | Final         |

## Recordes
Antes desta competição, os recordes mundiais e do campeonato nesta prova eram os seguintes:
| Tipo                  | Atleta         | Tempo     | Local   | Data                |
| --------------------- | -------------- | --------- | ------- | ------------------- |
|                       | Estados Unidos | 3m 50s 40 | Gwangju | 28 de julho de 2019 |
| Recorde do campeonato | Estados Unidos | 3m 50s 40 | Gwangju | 28 de julho de 2019 |

## Medalhistas
| Ouro | Prata | Bronze |
| Estados Unidos · Regan Smith · Lilly King · Gretchen Walsh · Kate Douglass · Katharine Berkoff · Lydia Jacoby · Torri Huske · Abbey Weitzeil | Austrália · Kaylee McKeown · Abbey Harkin · Emma McKeon · Mollie O'Callaghan · Madison Wilson · Brianna Throssell · Meg Harris | Canadá · Kylie Masse · Sophie Angus · Maggie Mac Neil · Summer McIntosh · Ingrid Wilm · Mary-Sophie Harvey |

Nadadoras em itálico participaram apenas nas eliminatórias, mas receberam medalhas.

## Resultados

### Eliminatórias
As eliminatórias foram realizadas no dia 30 de julho com início às 11:14.
| Pos. | Bateria | Raia | Nadadoras      | CON | Tempo   | Notas            |
| ---- | ------- | ---- | -------------- | --- | ------- | ---------------- |
| 1    | 3       | 5    | Canadá         | Ingrid Wilm (59.11) Sophie Angus (1:06.30) Maggie Mac Neil (56.53) Mary-Sophie Harvey (53.99)                           | 3:55.93 | Q                |
| 2    | 3       | 4    | Estados Unidos | Katharine Berkoff (58.56) Lydia Jacoby (1:07.73) Torri Huske (57.42) Abbey Weitzeil (52.60)                             | 3:56.31 | Q                |
| 3    | 2       | 5    | Suécia         | Michelle Coleman (1:01.51) Sophie Hansson (1:06.67) Louise Hansson (56.90) Sarah Sjöström (52.41)                       | 3:57.49 | Q                |
| 4    | 2       | 4    | Austrália      | Madison Wilson (59.54) Abbey Harkin (1:07.66) Brianna Throssell (57.72) Meg Harris (52.82)                              | 3:57.74 | Q                |
| 5    | 2       | 3    | Países Baixos  | Kira Toussaint (1:00.57) Tes Schouten (1:06.79) Kim Busch (58.46) Marrit Steenbergen (51.99)                            | 3:57.81 | Q                |
| 6    | 2       | 6    | China          | Wang Xueer (1:00.42) Yang Chang (1:07.12) Wang Yichun (57.17) Wu Qingfeng (53.42)                                       | 3:58.13 | Q                |
| 7    | 3       | 3    | França         | Pauline Mahieu (59.82) Charlotte Bonnet (1:06.87) Marie Wattel (57.08) Lison Nowaczyk (54.77)                           | 3:58.54 | Q                |
| 8    | 2       | 7    | Japão          | Rio Shirai (1:00.60) Reona Aoki (1:06.57) Ai Soma (57.48) Rikako Ikee (53.93)                                           | 3:58.58 | Q                |
| 9    | 3       | 2    | Reino Unido    | Lauren Cox (59.79) Kara Hanlon (1:07.39) Laura Stephens (58.66) Anna Hopkin (53.11)                                     | 3:58.95 |                  |
| 10   | 2       | 2    | Polónia        | Adela Piskorska (1:00.47) Dominika Sztandera (1:07.01) Paulina Peda (58.57) Kornelia Fiedkiewicz (54.18)                | 4:00.23 | Recorde nacional |
| 11   | 3       | 6    | Itália         | Margherita Panziera (1:00.60) Martina Carraro (1:06.39) Ilaria Bianchi (59.08) Sofia Morini (54.60)                     | 4:00.67 |                  |
| 12   | 3       | 8    | Alemanha       | Laura Riedemann (1:01.68) Anna Elendt (1:07.23) Angelina Köhler (56.77) Nele Schulze (55.03)                            | 4:00.71 |                  |
| 13   | 3       | 9    | Irlanda        | Danielle Hill (1:01.65) Mona McSharry (1:05.55) Ellen Walshe (59.19) Victoria Catterson (54.86)                         | 4:01.25 | Recorde nacional |
| 14   | 2       | 0    | Dinamarca      | Julie Kepp Jensen (1:03.33) Thea Blomsterberg (1:06.92) Helena Rosendahl Bach (58.51) Signe Bro (54.57)                 | 4:03.33 |                  |
| 15   | 1       | 6    | Bélgica        | Roos Vanotterdijk (1:00.91) Florine Gaspard (1:09.14) Valentine Dumont (59.09) Fleur Verdonck (55.40)                   | 4:04.54 | Recorde nacional |
| 16   | 1       | 3    | Hong Kong      | Stephanie Au (1:00.75) Siobhán Haughey (1:07.49) Tam Hoi Lam (1:00.96) Camille Cheng (55.69)                            | 4:04.89 |                  |
| 17   | 1       | 4    | Grécia         | Theodora Drakou (1:00.71) Eleni Kontogeorgou (1:10.23) Anna Ntountounaki (58.26) Maria-Thalia Drasidou (55.79)          | 4:04.99 |                  |
| 18   | 2       | 1    | Coreia do Sul  | Lee Eun-ji (1:01.31) Kwon Se-hyun (1:09.94) Kim Seo-yeong (59.74) Hur Yeon-kyung (54.17)                                | 4:05.16 |                  |
| 19   | 3       | 7    | Israel         | Aviv Barzelay (1:02.13) Anastasia Gorbenko (1:06.94) Lea Polonsky (1:00.48) Daria Golovaty (56.02)                      | 4:05.57 |                  |
| 20   | 3       | 0    | Espanha        | Carmen Weiler (1:01.46) Jessica Vall (1:08.32) Paula Juste (1:00.27) Ainhoa Campabadal (55.80)                          | 4:05.85 |                  |
| 21   | 3       | 1    | Brasil         | Julia Góes (1:03.96) Jhennifer Conceição (1:08.48) Giovanna Diamante (59.32) Stephanie Balduccini (54.10)               | 4:05.86 |                  |
| 22   | 1       | 5    | México         | Miranda Grana (1:02.11) Melissa Rodríguez (1:08.80) María José Mata (59.54) Athena Meneses (56.40)                      | 4:06.85 | Recorde nacional |
| 23   | 2       | 9    | Tailândia      | Saovanee Boonamphai (1:06.39) Phiangkhwan Pawapotako (1:12.25) Kamonchanok Kwanmuang (1:01.97) Jenjira Srisaard (59.82) | 4:20.43 |                  |
| 24   | 2       | 8    | Hungria        | DNS | DNS     | DNS              |

### Final
A final fora realizada no dia 30 de julho às 21:37.
| Pos.              | Raia | Nadadoras      | CON                                                                                               | Tempo   | Notas |
| ----------------- | ---- | -------------- | ------------------------------------------------------------------------------------------------- | ------- | ----- |
| Medalha de ouro   | 5    | Estados Unidos | Regan Smith (57.68) Lilly King (1:04.93) Gretchen Walsh (57.06) Kate Douglass (52.41)             | 3:52.08 |       |
| Medalha de prata  | 6    | Austrália      | Kaylee McKeown (57.91) Abbey Harkin (1:07.07) Emma McKeon (56.44) Mollie O'Callaghan (51.95)      | 3:53.37 |       |
| Medalha de bronze | 4    | Canadá         | Kylie Masse (58.74) Sophie Angus (1:06.21) Maggie Mac Neil (55.69) Summer McIntosh (53.48)        | 3:54.12 |       |
| 4                 | 7    | China          | Wan Letian (59.49) Tang Qianting (1:06.13) Zhang Yufei (55.50) Cheng Yujie (53.45)                | 3:54.57 |       |
| 5                 | 3    | Suécia         | Michelle Coleman (1:01.08) Sophie Hansson (1:06.34) Louise Hansson (56.82) Sarah Sjöström (52.08) | 3:56.32 |       |
| 6                 | 8    | Japão          | Rio Shirai (1:00.96) Satomi Suzuki (1:05.73) Ai Soma (57.67) Rikako Ikee (53.66)                  | 3:58.02 |       |
| 7                 | 2    | Países Baixos  | Kira Toussaint (1:00.34) Tes Schouten (1:06.91) Kim Busch (58.88) Marrit Steenbergen (51.96)      | 3:58.09 |       |
| 8                 | 1    | França         | Pauline Mahieu (1:00.12) Charlotte Bonnet (1:06.78) Marie Wattel (57.72) Lison Nowaczyk (54.62)   | 3:59.24 |       |

Legenda
| Recorde mundial       | Recorde mundial (World record)               |                       | Recorde africano                      | Recorde africano (African) |                                           | Q | Classificado por posição (Qualified) |
| Recorde do campeonato | Recorde do campeonato (Championship record)  | Recorde da América    | Recorde da América (Americas)         | q                          | Classificado por melhor tempo (Qualified) |   |                                      |
| Melhor marca do ano   | Melhor marca do ano (World leading)          | Recorde asiático      | Recorde asiático (Asian)              | DNS                        | Não largou (Did not start)                |   |                                      |
| Recorde nacional      | Recorde nacional (National record)           | Recorde europeu       | Recorde europeu (European)            | DNF                        | Não terminou (Did not finish)             |   |                                      |
| Recorde pessoal       | Recorde pessoal do atleta (Personal best)    | Recorde da Oceania    | Recorde da Oceania (Oceania)          | DSQ / DQ                   | Desclassificado (Disqualified)            |   |                                      |
| Recorde da temporada  | Recorde da temporada do atleta (Season best) | Recorde sul-americano | Recorde sul-americano (South America) | NM                         | Sem marca (No mark)                       |   |                                      |